# Karbulovo
Karbulovo (serb. Карбулово/Karbulovo) ist ein Dorf in der Opština Negotin und im Bezirk Bor im Osten Serbiens. Das Dorf liegt an dem Fluss Jasenička Reka.

## Geschichte
Das erste Mal wird das Dorf namentlich im Jahre 1723 in österreich-ungarischen Karten erwähnt. Über die restliche Geschichte dieses Dorfes ist wenig bekannt. 

## Einwohner
Laut Volkszählung 2002 (Eigennennung) gab es 520 Einwohner
Weitere Volkszählungen:
- 1948: 910
- 1953: 871
- 1961: 847
- 1971: 789
- 1981: 721
- 1991: 608